# Hemigaleidae
Famille
Les Hemigaleidae sont une famille de requins de l'ordre des Carcharhiniformes.

## Liste des genres
Selon FishBase, ITIS et World Register of Marine Species (19 janvier 2015) :
- genre Chaenogaleus Gill, 1862
- genre Hemigaleus Bleeker, 1852
- genre Hemipristis Agassiz, 1843
- genre Paragaleus Budker, 1935

## Liste des espèces
| Selon FishBase : - genre Chaenogaleus Gill, 1862 - Chaenogaleus macrostoma (Bleeker, 1852) - Milandre harpon - genre Hemigaleus Bleeker, 1852 - Hemigaleus australiensis White, Last & Compagno, 2005 - Hemigaleus microstoma Bleeker, 1852 - Milandre faucille - genre Hemipristis Agassiz, 1843 - Hemipristis elongata (Klunzinger, 1871) - Milandre chicor - genre Paragaleus Budker, 1935 - Paragaleus leucolomatus Compagno & Smale, 1985 - Milandre à pointe blanche - Paragaleus pectoralis (Garman, 1906) - Milandre jaune - Paragaleus randalli Compagno, Krupp & Carpenter, 1996 - Paragaleus tengi (Chen, 1963) - Milandre belette | Selon ITIS : - genre Chaenogaleus Gill, 1862 - Chaenogaleus macrostoma (Bleeker, 1852) - genre Hemigaleus Bleeker, 1852 - Hemigaleus microstoma Bleeker, 1852 - genre Hemipristis Agassiz, 1843 - Hemipristis elongatus (Klunzinger, 1871) - Hemipristis serra Agassiz, 1843 - genre Paragaleus Budker, 1935 - Paragaleus leucolomatus Compagno & Smale, 1985 - Paragaleus pectoralis (Garman, 1906) - Paragaleus randalli Compagno, Krupp & Carpenter, 1996 - Paragaleus tengi (Chen, 1963) |

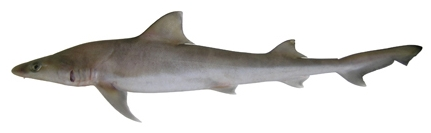
Hemigaleus australiensis
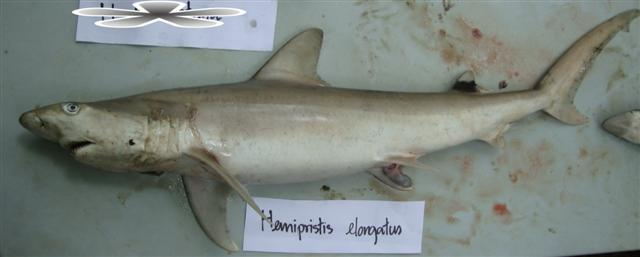
Hemipristis elongata